# 卢雷 (南卡罗来纳州)
卢雷（英語：Luray），是美国南卡罗来纳州下属的一座城市。城市类型是“Town”。其面积大约为1.03平方英里（2.68平方公里）。根据2010年美国人口普查，该市有人口127人，人口密度约为每平方 英里122.94人（约合每平方公里47.47人）。